# Göteborgs sjukhem

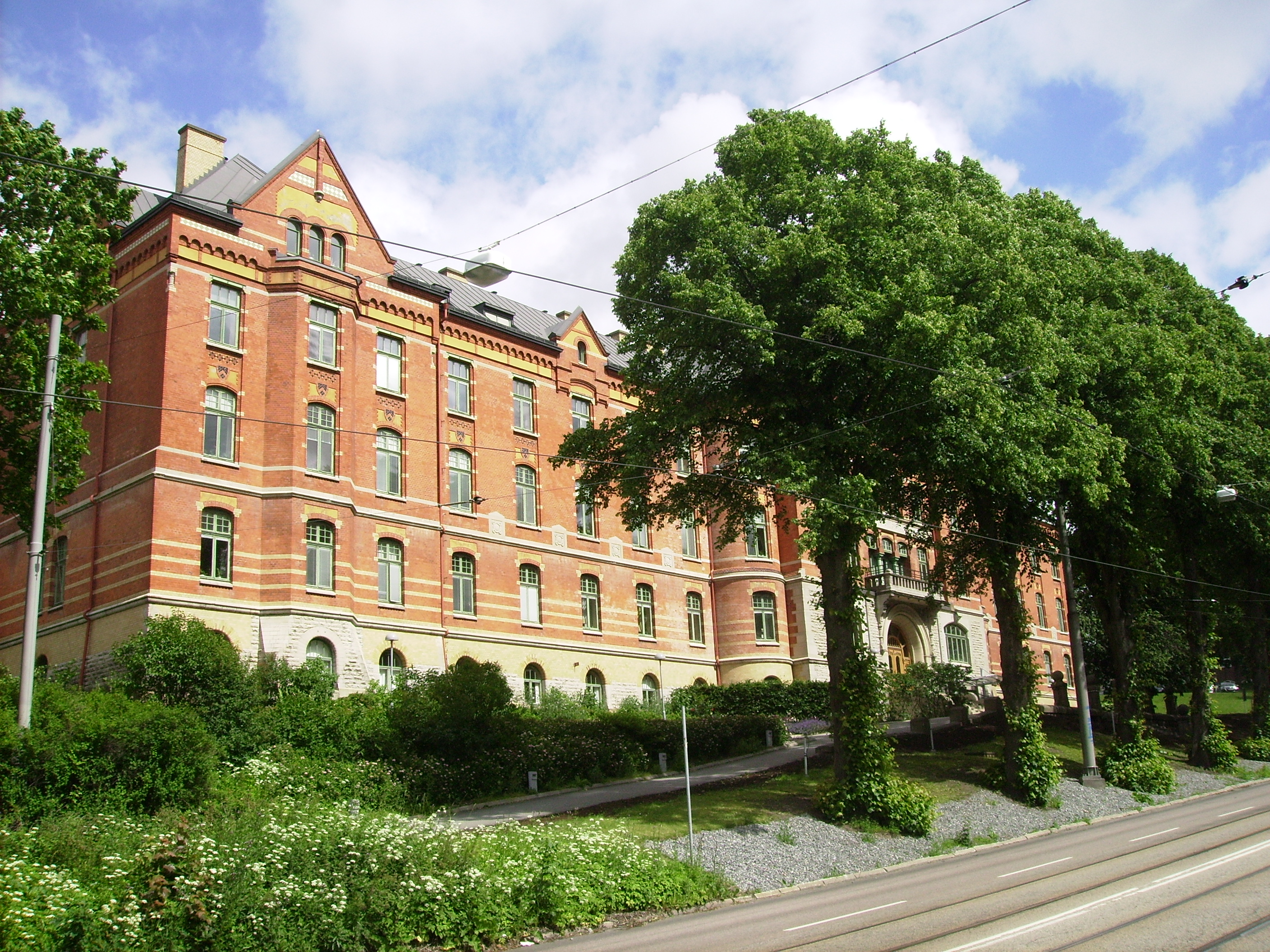
Göteborgs sjukhem vid Per Dubbsgatan

Göteborgs sjukhem, även Hemmet för obotligt sjuka, var ett sjukhem för obotligt sjuka vid Per Dubbsgatan i stadsdelen Annedal i Göteborg. Det togs i bruk den 28 april 1903 och ritades av arkitekt Hans Hedlund. Sjukhemmet kompletterade initialt det sjukhem vid Sprängkullsgatan 8, som uppfördes 1876 efter ritningar av Victor von Gegerfelt.

## Historia
Hemmet kom till på ett initiativ under våren 1862, då ett antal damer i Göteborg, där även landshövdingefrun Fåhraeus deltog, anordnade en auktion med handarbeten och annat. Syftet var att bilda en grundplåten till ett sjukhus för obotligt sjuka i staden. Strax efter auktionen upprättades en direktion för att förvalta de inkomna medlen samt för att organisera det fortsatta arbetet. Det första sammanträdet hölls den 18 november 1862, då ordförande, vice ordförande och kassaförvaltare utsågs. I det förvärvade huset nr 42 vid Husargatan fanns de första lokalerna, som uppläts i mitten av december 1862 för sina patienter, vilkas antal bestämdes till sex. 
Sjukhemmet flyttade 1866 till nya lokaler i huset Götgatan 7, som hade förvärvats. Redan efter några år var antalet patienter maximerade, med 17 stycken. Stadsfullmäktige upplät då tomterna 71-73 och 80-82 vid Löndalaängen i östra Haga, där en ny anstaltsbyggnad uppfördes som rymde 50 sängplatser. Hit flyttade verksamheten 1876. Reglemente för sjukhemmet antogs av Göteborgs stadsfullmäktige den 11 november 1897.
Genom donationer och gåvor ökade hemmets tillgångar, och då behovet snabbt växte av ett ökat utrymme, upplät stadsfullmäktige 1899 en tomt på 7 920 kvadratmeter i Änggården för en större byggnad. Här uppfördes ett hus som rymde 90-100 sängplatser, och som överlämnades i slutet av 1902 och togs i bruk den 28 april året därpå. Sjukhemmets ändamål var att lämna kostnadsfri vård åt obemedlade, obotligt sjuka, tillhörande Göteborgs kommun.
Under 1967 utökades hemmet med tre nya vårdpaviljonger och vårdplatserna utgjorde 205 stycken år 1978.